# Hwange Nationalpark
Hwange Nationalpark, som ligger i den vestlige del af Zimbabwe i udløbere af Kalahari, et par timers kørsel fra byen Victoria Falls ved Zambezifloden, og ved grænsen til Botswana, 200 km nordvest for byen Bulawayoer. Nationalparken, som er kendt for sit fantastiske dyreliv, er den største i landet og udgør godt 14.000 km², og rummer mere end 100 dyrearter og 400 fuglearter. Den er blandt andet kendt for sine flokke af afrikansk elefant, men også for vilde rovdyr, som løve og afrikansk vildhund.

## Eksterne kilder og henvisninger
- Wikimedia Commons har flere filer relateret til Hwange Nationalpark
- Om Hwange National Park Arkiveret 21. marts 2012 hos  Wayback Machine

19°04′34″S 26°33′47″Ø / 19.07611°S 26.56306°Ø